# Sunna (bisschop)
Sunna of Sunno was de Ariaanse bisschop van Mérida van 582 tot 587 (of 589). Hij was van Visigotische afkomst en werd in 582 door koning Leovigild tot bisschop benoemd. 

## Leven
In 586 stierf Léovigild en zijn zoon Reccared I volgde hem op, die het Arianisme afzwoer voor het trinitarisch katholicisme in 587, officieel in 589. Sunna nam daarom deel aan de samenzwering van de Ariaanse adel tegen Reccared die werd gesteund door verschillende edelen, waaronder Segga en Witterik. Deze laatste was belast met de moord op Masona, de katholieke bisschop van Merida, maar op het moment dat hij deze moord wenste te plegen, bleef zijn zwaard merkwaardig genoeg vaststeken in de schede, en werd op heterdaad betrapt: hij verraadde daarop zijn handlangers en werd gepatroneerd.
Sunna werd verbannen uit zijn bisdom. Er werd hem een aanbod gedaan om als bisschop terug te kunnen keren als hij zich bekeerde tot het trinitarische katholicisme. Sunna weigerde zijn geloof op te geven en ging in Mauretanië in ballingschap om er het Arianisme onder de Berbers te verspreiden. Sunna zou rond 600 in ballingschap zijn gestorven. 

## Primaire bronnen
- Johannes van Biclar, Chronica.